# Myslejovice
Myslejovice är en ort i Tjeckien.   Den ligger i regionen Olomouc, i den östra delen av landet, 200 km öster om huvudstaden Prag. Myslejovice ligger 359 meter över havet och antalet invånare är 624.
Terrängen runt Myslejovice är platt österut, men västerut är den kuperad. Terrängen runt Myslejovice sluttar brant österut. Runt Myslejovice är det ganska tätbefolkat, med 100 invånare per kvadratkilometer. Närmaste större samhälle är Prostějov, 9,5 km nordost om Myslejovice. I omgivningarna runt Myslejovice växer i huvudsak blandskog.